# Cúp bóng đá trong nhà châu Á 2024
Cúp bóng đá trong nhà châu Á 2024 là mùa giải thứ 17 của Cúp bóng đá trong nhà châu Á (AFC Futsal Asian Cup, trước năm 2021 còn được biết đến với tên gọi AFC Futsal Championship) do Liên đoàn bóng đá châu Á (AFC) tổ chức. Giải đấu diễn ra tại Thái Lan từ ngày 17 đến ngày 28 tháng 4 năm 2024.
Tổng cộng có 16 đội tuyển tham dự giải đấu. Bốn đội tuyển đứng đầu giải sẽ chính thức vượt qua vòng loại để tham dự giải vô địch bóng đá trong nhà thế giới 2024 tại Uzbekistan cùng với đội chủ nhà. Nếu Uzbekistan vào bán kết, 4 đội thua ở tứ kết sẽ thi đấu loại trực tiếp với nhau để tranh tấm vé còn lại.
Đương kim vô địch Nhật Bản không thể bảo vệ ngôi vô địch của giải đấu khi bị loại ngay từ vòng bảng. Đây là thành tích tệ nhất trong lịch sử của quốc gia này tại các vòng chung kết Cúp bóng đá trong nhà châu Á (tiền thân là Giải vô địch bóng đá trong nhà châu Á). Trong khi đó, Iran tiếp tục nâng cao thành tích của mình với chức vô địch thứ 13 trong lịch sử, sau chiến thắng 4–1 trước chủ nhà Thái Lan trong trận chung kết.
Đã có nhiều sự kiện đáng chú ý diễn ra trong suốt giải đấu.Afghanistan ngay trong lần tham dự đầu tiên tại giải đấu đã giành chiến thắng trong vòng play-off và giành vé tham dự World Cup. Myanmar đã có được điểm số đầu tiên trong lịch sử tham dự, trong khi Hàn Quốc cũng ghi được những số điểm đầu tiên trong 14 năm qua. Tajikistan có lần đầu tiên góp mặt ở vòng bán kết và cũng là lần đầu tiên họ giành quyền tham dự giải vô địch bóng đá trong nhà thế giới. Cả năm đội tuyển đến từ Trung Á đều lọt vào vòng tứ kết, với ba trong số đó đã đi đến vòng dành cho bốn đội mạnh nhất.

## Lựa chọn chủ nhà
Có năm quốc gia đã xác nhận tham gia đấu thầu.
- Indonesia
- Iran
- Mông Cổ
- Thái Lan
- Uzbekistan

Vào ngày 5 tháng 9 năm 2023, Thái Lan đã được Ủy ban Futsal và bóng đá bãi biển AFC lựa chọn làm nước chủ nhà của giải đấu.

## Vòng loại

### Các đội tuyển vượt qua vòng loại
16 đội tuyển dưới đây đã giành quyền tham dự giải đấu:
| Đội         | Ngày vượt qua vòng loại | Tư cách vượt qua vòng loại | Số lần tham dự trước đây | Thành tích tốt nhất lần trước                                                    | Thứ hạng |
| ----------- | ----------------------- | -------------------------- | ------------------------ | -------------------------------------------------------------------------------- | -------- |
| Thái Lan    | 5 tháng 9 năm 2023      | Chủ nhà                    | 16 lần                   | Á quân (2008, 2012)                                                              | 28       |
| Trung Quốc  | 13 tháng 10 năm 2023    | Nhất bảng A                |                          |                                                                                  |          |
| Afghanistan | 11 tháng 10 năm 2023    | Nhất bảng B                | Lần đầu                  |                                                                                  | 55       |
| Ả Rập Xê Út | 11 tháng 10 năm 2023    | Nhì bảng B                 | 2 lần                    |                                                                                  | 76       |
| Iran        | 9 tháng 10 năm 2023     | Nhất bảng C                | 16 lần                   | Vô địch (1999, 2000, 2001, 2002, 2003, 2004, 2006, 2007, 2008, 2010, 2016, 2018) | 6        |
| Kyrgyzstan  | 11 tháng 10 năm 2023    | Nhì bảng C                 | 15 lần                   |                                                                                  | 52       |
| Việt Nam    | 9 tháng 10 năm 2023     | Nhất bảng D                | 6 lần                    | Hạng tư (2016)                                                                   | 39       |
| Hàn Quốc    | 9 tháng 10 năm 2023     | Nhì bảng D                 | 14 lần                   | Á quân (1999)                                                                    | 83       |
| Tajikistan  | 9 tháng 10 năm 2023     | Nhất bảng E                | 11 lần                   | Tứ kết (2007, 2022)                                                              | 56       |
| Myanmar     | 9 tháng 10 năm 2023     | Nhì bảng E                 | 1 lần                    | Vòng bảng (2018)                                                                 | 73       |
| Kuwait      | 9 tháng 10 năm 2023     | Nhất bảng F                | 12 lần                   | Hạng tư (2003, 2014)                                                             | 44       |
| Bahrain     | 9 tháng 10 năm 2023     | Nhì bảng F                 | 3 lần                    | Tứ kết (2018)                                                                    | 68       |
| Uzbekistan  | 9 tháng 10 năm 2023     | Nhất bảng G                | 16 lần                   | Á quân (2001, 2006, 2010, 2016)                                                  | 25       |
| Iraq        | 9 tháng 10 năm 2023     | Nhì bảng G                 | 12 lần                   | Hạng tư (2018)                                                                   | 41       |
| Nhật Bản    | 11 tháng 10 năm 2023    | Nhất bảng H                | 16 lần                   |                                                                                  | 14       |
| Úc          | 11 tháng 10 năm 2023    | Nhì bảng H                 | 7 lần                    |                                                                                  | 36       |

1 In nghiêng chỉ ra chủ nhà của năm đó.

## Địa điểm
| Bangkok             | Bangkok |
| Bangkok Arena       | Bangkok |
| Sức chứa: 12.000    | Bangkok |
|                     | Bangkok |
| Nhà thi đấu Huamark | Bangkok |
| Sức chứa: 8.000     | Bangkok |
|                     | Bangkok |

## Đội hình
Đội hình của mỗi đội tuyển tham dự phải gồm 14 cầu thủ, trong đó có tối thiểu hai thủ môn.

## Bốc thăm
Lễ bốc thăm được tổ chức vào ngày 14 tháng 12 năm 2023 tại tòa nhà AFC ở Kuala Lumpur, Malaysia. 16 đội tuyển được chia làm 4 bảng, mỗi bảng 4 đội, với phân loại hạt giống dựa vào thành tích của họ tại Cúp bóng đá trong nhà châu Á 2022.
| Nhóm 1                                                  | Nhóm 2                                             | Nhóm 3                                    | Nhóm 4                                           |
| ------------------------------------------------------- | -------------------------------------------------- | ----------------------------------------- | ------------------------------------------------ |
| 1. Thái Lan (Chủ nhà) 2. Nhật Bản 3. Iran 4. Uzbekistan | 1. Tajikistan 2. Việt Nam 3. Kuwait 4. Ả Rập Xê Út | 1. Iraq 2. Bahrain 3. Hàn Quốc 4. Myanmar | 1. Kyrgyzstan 2. Afghanistan 3. Úc 4. Trung Quốc |

## Vòng bảng
Các tiêu chí
Các đội được xếp hạng theo điểm (thắng 3 điểm, hòa 1 điểm, thua 0 điểm). Nếu bằng điểm, các tiêu chí sẽ được áp dụng theo thứ tự sau:
1. Điểm trong các trận đấu vòng bảng giữa các đội liên quan;
2. Hiệu số bàn thắng thua từ các trận đấu vòng bảng giữa các đội liên quan;
3. Số bàn thắng ghi được trong các trận đấu vòng bảng giữa các đội liên quan;
4. Nếu sau khi áp dụng tiêu chí 1 đến 3, vẫn còn một nhóm các đội có thứ hạng bằng nhau, thì các tiêu chí 1 đến 3 được áp dụng lại riêng cho các trận đấu giữa các đội này. Nếu vẫn không thể xác định được thứ hạng, các tiêu chí từ 5 đến 9 sẽ được áp dụng;
5. Hiệu số bàn thắng thua trong tất cả các trận đấu bảng;
6. Số bàn thắng ghi được trong tất cả các trận đấu bảng;
7. Sút luân lưu nếu chỉ có hai đội bằng điểm và gặp nhau ở lượt đấu cuối cùng của vòng bảng;
8. Điểm kỷ luật (thẻ vàng = –1 điểm, thẻ đỏ gián tiếp = –3 điểm, thẻ đỏ trực tiếp = –3 điểm, thẻ vàng và thẻ đỏ trực tiếp = –4 điểm);
9. Bốc thăm.

### Bảng A
| VT | Đội             | ST | T | H | B | BT | BB | HS | Đ | Giành quyền tham dự     |
| -- | --------------- | -- | - | - | - | -- | -- | -- | - | ----------------------- |
| 1  | Thái Lan (H, A) | 3  | 3 | 0 | 0 | 10 | 2  | +8 | 9 | Vòng đấu loại trực tiếp |
| 2  | Việt Nam (A)    | 3  | 1 | 1 | 1 | 3  | 3  | 0  | 4 | Vòng đấu loại trực tiếp |
| 3  | Myanmar (E)     | 3  | 1 | 1 | 1 | 4  | 7  | −3 | 4 |                         |
| 4  | Trung Quốc (E)  | 3  | 0 | 0 | 3 | 2  | 7  | −5 | 0 |                         |

| Việt Nam               | 1 - 1    | Myanmar            |
| ---------------------- | -------- | ------------------ |
| - Đào Minh Quảng 23:20 | Chi tiết | - Ko Ko Lwin 28:31 |

| Thái Lan                                         | 3 - 1    | Trung Quốc      |
| ------------------------------------------------ | -------- | --------------- |
| - Apiwat 12:00 - Suphawut 12:42 - Muhammad 15:12 | Chi tiết | - Xu Yang 39:49 |

| Trung Quốc | 0-1      | Việt Nam                   |
| ---------- | -------- | -------------------------- |
|            | Chi tiết | Nhan Gia Hưng 10:51 (pen.) |

| Myanmar | 0–5      | Thái Lan                                                                     |
| ------- | -------- | ---------------------------------------------------------------------------- |
|         | Chi tiết | - Itticha 7:42 - Suphawut 20:47, 37:56 (pen.) - Muhammad 29:25 - Panat 35:00 |

| Thái Lan                         | 2-1      | Việt Nam              |
| -------------------------------- | -------- | --------------------- |
| - Muhammad 11:28 - Worasak 29:08 | Chi tiết | - Từ Minh Quang 20:29 |

| Myanmar                                                              | 3-1      | Trung Quốc                  |
| -------------------------------------------------------------------- | -------- | --------------------------- |
| - Hlaing Min Tun 15:57 - Shen Siming 16:57 (l.n.) - Ko Ko Lwin 33:53 | Chi tiết | - Yakepujiang Maimaiti 9:34 |

### Bảng B
| VT | Đội             | ST | T | H | B | BT | BB | HS | Đ | Giành quyền tham dự     |
| -- | --------------- | -- | - | - | - | -- | -- | -- | - | ----------------------- |
| 1  | Uzbekistan (A)  | 3  | 3 | 0 | 0 | 10 | 4  | +6 | 9 | Vòng đấu loại trực tiếp |
| 2  | Iraq (A)        | 3  | 2 | 0 | 1 | 12 | 7  | +5 | 6 | Vòng đấu loại trực tiếp |
| 3  | Ả Rập Xê Út (E) | 3  | 1 | 0 | 2 | 6  | 10 | −4 | 3 |                         |
| 4  | Úc (E)          | 3  | 0 | 0 | 3 | 6  | 13 | −7 | 0 |                         |

| Uzbekistan                               | 3-2      | Úc                              |
| ---------------------------------------- | -------- | ------------------------------- |
| - Usmonov 20:39 - Rakhmatov 20:58, 35:30 | Chi tiết | - Giovenali 4:59 - Garner 37:18 |

| Ả Rập Xê Út       | 1-5      | Iraq                                                                               |
| ----------------- | -------- | ---------------------------------------------------------------------------------- |
| - Al-Otaibi 10:31 | Chi tiết | - Al-Husaynat 0:51 - Al-Bayati 4:24 - Al-Taie 6:11 - Al-Ogaili 23:30 - Tareq 31:27 |

| Úc                          | 2–4      | Ả Rập Xê Út                                               |
| --------------------------- | -------- | --------------------------------------------------------- |
| - De Melo 22:47 - Dib 28:57 | Chi tiết | - Aroan 22:16, 25:16 - Al-Maleh 30:13 - Al-Maghrabi 39:39 |

| Iraq              | 1-4      | Uzbekistan                                                     |
| ----------------- | -------- | -------------------------------------------------------------- |
| - Al-Ogaili 37:12 | Chi tiết | - Usmonov 10:08 - Adilov 15:24 - Tulkinov 25:24 - Juraev 27:52 |

| Uzbekistan                                            | 3–1      | Ả Rập Xê Út    |
| ----------------------------------------------------- | -------- | -------------- |
| - Adilov 24:40 - Akhmetzyanov 31:05 - Elmurodov 38:57 | Chi tiết | - Mohamed 2:08 |

| Iraq                                                                                | 6–2      | Úc                          |
| ----------------------------------------------------------------------------------- | -------- | --------------------------- |
| - Al-Husaynat 13:30 - Tareq 29:57, 32:21 - Al-Obaidi 30:22, 33:44 - Al-Bayati 35:44 | Chi tiết | - Kouta 12:52 - Adeli 13:15 |

### Bảng C
| VT | Đội            | ST | T | H | B | BT | BB | HS | Đ | Giành quyền tham dự     |
| -- | -------------- | -- | - | - | - | -- | -- | -- | - | ----------------------- |
| 1  | Tajikistan (A) | 3  | 1 | 2 | 0 | 5  | 3  | +2 | 5 | Vòng đấu loại trực tiếp |
| 2  | Kyrgyzstan (A) | 3  | 1 | 2 | 0 | 10 | 9  | +1 | 5 | Vòng đấu loại trực tiếp |
| 3  | Nhật Bản (E)   | 3  | 1 | 1 | 1 | 8  | 4  | +4 | 4 |                         |
| 4  | Hàn Quốc (E)   | 3  | 0 | 1 | 2 | 5  | 12 | −7 | 1 |                         |

| Tajikistan                   | 2–0      | Hàn Quốc |
| ---------------------------- | -------- | -------- |
| - Aliev 5:02 - Sardorov 8:19 | Chi tiết |          |

| Nhật Bản                      | 2-3      | Kyrgyzstan                                             |
| ----------------------------- | -------- | ------------------------------------------------------ |
| - Arai 37:34 - Tsutsumi 38:16 | Chi tiết | - Dzhanat uulu 12:24 - Alimov 20:34 - Kubanychov 30:40 |

| Kyrgyzstan                           | 2-2      | Tajikistan                   |
| ------------------------------------ | -------- | ---------------------------- |
| - Makhmadaminov 36:25 - Alimov 39:49 | Chi tiết | - Khojaev 9:00 - Aliev 29:23 |

| Hàn Quốc | 0-5      | Nhật Bản                                                             |
| -------- | -------- | -------------------------------------------------------------------- |
|          | Chi tiết | - Arai 4:12, 22:30 - Hirata 8:51 (pen.), 18:31 (pen.) - Nibuya 34:50 |

| Nhật Bản       | 1-1      | Tajikistan       |
| -------------- | -------- | ---------------- |
| - Ishida 11:05 | Chi tiết | - Sharipov 25:38 |

| Hàn Quốc | 5-5      | Kyrgyzstan                                                                           |
| --- | -------- | ------------------------------------------------------------------------------------ |
| - Lim Seung-ju 6:46 - Lee Han-wool 10:25 - Kim Seung-hyun 11:49 - Kyoung Jeong-soo 24:53 - Yoo Kyung-dong 38:56 | Chi tiết | - Amanbaev 3:42 - Kubanychov 15:09, 26:13 - Makhmadaminov 27:43 - Dzhanat uulu 29:28 |

### Bảng D
| VT | Đội             | ST | T | H | B | BT | BB | HS | Đ | Giành quyền tham dự     |
| -- | --------------- | -- | - | - | - | -- | -- | -- | - | ----------------------- |
| 1  | Iran (A)        | 3  | 3 | 0 | 0 | 12 | 4  | +8 | 9 | Vòng đấu loại trực tiếp |
| 2  | Afghanistan (A) | 3  | 1 | 1 | 1 | 7  | 8  | −1 | 4 | Vòng đấu loại trực tiếp |
| 3  | Kuwait (E)      | 3  | 1 | 1 | 1 | 5  | 8  | −3 | 4 |                         |
| 4  | Bahrain (E)     | 3  | 0 | 0 | 3 | 6  | 8  | −2 | 0 |                         |

| Iran                                     | 3-1      | Afghanistan     |
| ---------------------------------------- | -------- | --------------- |
| - Karimi 9:27 - Ahmadabbasi 20:09, 21:11 | Chi tiết | - Gholami 26:01 |

| Kuwait                              | 2-1      | Bahrain           |
| ----------------------------------- | -------- | ----------------- |
| - Al-Farsi 32:26 - Al-Baeijan 34:38 | Chi tiết | - Al-Araibi 26:29 |

| Afghanistan                                       | 3-3      | Kuwait                                                |
| ------------------------------------------------- | -------- | ----------------------------------------------------- |
| - Mahmoodi 1:53 - Hosseinpour 22:45, 29:38 (pen.) | Chi tiết | - Al-Alban 10:49 - Al-Mansour 11:46 - Al-Fadhel 24:01 |

| Bahrain                                            | 3-5      | Iran                                                                       |
| -------------------------------------------------- | -------- | -------------------------------------------------------------------------- |
| - Al-Noaimi 11:24 - Sanjar 18:07 - Al-Araibi 29:16 | Chi tiết | - Rafieipour 11:39 - Karimi 21:21 - Ahmadabbasi 28:34, 38:29 - Azimi 32:13 |

| Iran                                                                    | 4-0      | Kuwait |
| ----------------------------------------------------------------------- | -------- | ------ |
| - Akrami 7:46 - Al-Farsi 16:33 (l.n.) - Ahmadabbasi 20:00, 32:03 (pen.) | Chi tiết |        |

| Bahrain                           | 2-3      | Afghanistan                                   |
| --------------------------------- | -------- | --------------------------------------------- |
| - Ali 14:39 - Sanjar 16:51 (pen.) | Chi tiết | - Norowzi 4:54 - Kazemi 25:01 - Gholami 34:10 |

## Vòng đấu loại trực tiếp
Ở vòng đấu loại trực tiếp, hiệp phụ và loạt sút luân lưu sẽ được sử dụng để phân định thắng thua nếu cần thiết (không sử dụng hiệp phụ trong trận tranh hạng ba).

### Sơ đồ
|  | Tứ kết                                 | Tứ kết                                 |                                        |       | Bán kết      | Bán kết      |  |  | Chung kết | Chung kết |
|  |                                        |                                        |                                        |       |              |              |  |  |           |           |
|  | 24 tháng 4 – Nhà thi đấu Huamark       |                                        |                                        |       |              |              |  |  |           |           |
|  |                                        |                                        |                                        |       |              |              |  |  |           |           |
|  | Thái Lan                               | 3                                      |                                        |       |              |              |  |  |           |           |
|  | Thái Lan                               | 3                                      | 26 tháng 4 – Nhà thi đấu Huamark       |       |              |              |  |  |           |           |
|  | Iraq                                   | 2                                      |                                        |       |              |              |  |  |           |           |
|  | Iraq                                   | 2                                      | Thái Lan (p)                           | 3 (6) |              |              |  |  |           |           |
|  | 24 tháng 4 – Nhà thi đấu Huamark       |                                        | Thái Lan (p)                           | 3 (6) |              |              |  |  |           |           |
|  |                                        | Tajikistan                             | 3 (5)                                  |       |              |              |  |  |           |           |
|  | Tajikistan (s.h.p.)                    | Tajikistan                             | 3 (5)                                  | 2     |              |              |  |  |           |           |
|  | Tajikistan (s.h.p.)                    |                                        | 28 tháng 4 – Nhà thi đấu Bangkok Arena | 2     |              |              |  |  |           |           |
|  | Afghanistan                            | 1                                      |                                        |       |              |              |  |  |           |           |
|  | Afghanistan                            | 1                                      | Thái Lan                               | 1     |              |              |  |  |           |           |
|  | 24 tháng 4 – Nhà thi đấu Bangkok Arena |                                        | Thái Lan                               | 1     |              |              |  |  |           |           |
|  |                                        | Iran                                   | 4                                      |       |              |              |  |  |           |           |
|  | Uzbekistan                             | Iran                                   | 4                                      | 2     |              |              |  |  |           |           |
|  | Uzbekistan                             | 26 tháng 4 – Nhà thi đấu Bangkok Arena |                                        | 2     |              |              |  |  |           |           |
|  | Việt Nam                               | 1                                      |                                        |       |              |              |  |  |           |           |
|  | Việt Nam                               | 1                                      | Uzbekistan                             | 3 (4) |              |              |  |  |           |           |
|  | 24 tháng 4 – Nhà thi đấu Bangkok Arena |                                        | Uzbekistan                             | 3 (4) |              |              |  |  |           |           |
|  |                                        | Iran (p)                               | 3 (5)                                  |       | Tranh hạng 3 | Tranh hạng 3 |  |  |           |           |
|  | Iran                                   | Iran (p)                               | 3 (5)                                  | 6     | Tranh hạng 3 | Tranh hạng 3 |  |  |           |           |
|  | Iran                                   |                                        | 28 tháng 4 – Nhà thi đấu Bangkok Arena | 6     |              |              |  |  |           |           |
|  | Kyrgyzstan                             | 1                                      |                                        |       |              |              |  |  |           |           |
|  | Kyrgyzstan                             | 1                                      | Tajikistan                             | 5 (1) |              |              |  |  |           |           |
|  |                                        |                                        |                                        |       |              |              |  |  |           |           |
|  | Uzbekistan                             | 5 (3)                                  |                                        |       |              |              |  |  |           |           |
|  | Uzbekistan                             | 5 (3)                                  |                                        |       |              |              |  |  |           |           |

### Tứ kết
| Tajikistan                                         | 2–1 (s.h.p.) | Afghanistan      |
| -------------------------------------------------- | ------------ | ---------------- |
| - Hosseinpour 18:20 (l.n.) - Sardorov 46:06 (pen.) | Chi tiết     | - Mahmoodi 22:40 |

| Iran                                                                                              | 6–1      | Kyrgyzstan      |
| ------------------------------------------------------------------------------------------------- | -------- | --------------- |
| - Azimi 7:08 - Aghapour 9:20 - Ahmadabbasi 23:35 - Karimi 25:21, 35:36 - Hassanzadeh 36:40 (pen.) | Chi tiết | - Amanbaev 8:08 |

| Thái Lan                                  | 3–2      | Iraq                             |
| ----------------------------------------- | -------- | -------------------------------- |
| - Alongkorn 18:15, 30:30 - Therdsak 38:57 | Chi tiết | - Al-Husaynat 2:01 - Zeyad 15:54 |

| Uzbekistan                     | 2–1      | Việt Nam                  |
| ------------------------------ | -------- | ------------------------- |
| - Tukinov 33:24 - Juraev 39:02 | Chi tiết | - Nguyễn Thịnh Phát 16:35 |

### Bán kết
| Thái Lan                                                                             | 3–3 (s.h.p.) | Tajikistan                                                                         |
| ------------------------------------------------------------------------------------ | ------------ | ---------------------------------------------------------------------------------- |
| - Worasak 12:36 - Alongkorn 29:25 - Therdsak 37:15                                   | Chi tiết     | - Salomov 19:54 - Khojaev 22:30, 28:35                                             |
| Loạt sút luân lưu                                                                    |              |                                                                                    |
| - Worasak - Jirawat - Ronnachai - Suphawut - Itticha - Panut - Alongkorn - Narongsak | 6–5          | - Alimakhmadov - Umarov - Rizomov - Soliev - Sardorov - Kuziev - Khojaev - Salomov |

| Uzbekistan                                                        | 3–3 (s.h.p.) | Iran                                                                      |
| ----------------------------------------------------------------- | ------------ | ------------------------------------------------------------------------- |
| - Juraev 6:31 - Akhmetzyanov 17:48, 24:40                         | Chi tiết     | - Adilov 3:44 (l.n.) - Akhmetzyanov 23:46 (l.n.) - Azimi 28:39            |
| Loạt sút luân lưu                                                 |              |                                                                           |
| - Juraev - Ropiev - Akhmetzyanov - Rakhmatov - Tulkinov - Botirov | 4–5          | - Rafieipour - Ahmadabbasi - Sangsefidi - Hassanzadeh - Aghapour - Karimi |

### Tranh hạng ba
| Tajikistan                                                | 5–5      | Uzbekistan                                                                                  |
| --------------------------------------------------------- | -------- | ------------------------------------------------------------------------------------------- |
| - Rizomov 9:55, 29:32, 33:39 - Aliev 21:35 - Kuziev 34:38 | Chi tiết | - Khamroev 1:29 - Tulkinov 4:38 - Khudoyberdiev 23:40 - Ropiev 26:20 (pen.) - Usmonov 39:07 |
| Loạt sút luân lưu                                         |          |                                                                                             |
| - Sardorov - Aliev - Umarov - Soliev                      | 1–3      | - Juraev - Ropiev - Akhmetzyanov - Rakhmatov - Tulkinov                                     |

### Chung kết
| Thái Lan        | 1–4      | Iran                                                                   |
| --------------- | -------- | ---------------------------------------------------------------------- |
| - Jirawat 25:13 | Chi tiết | - Karimi 0:56 - Ahmadabbasi 5:13 - Hassanzadeh 26:24 - Mohammadi 34:34 |

## Giải thưởng
Các giải thưởng dưới đây đã được trao khi kết thúc giải đấu:
| Vua phá lưới      | Cầu thủ xuất sắc nhất | Thủ môn xuất sắc nhất | Giải phong cách |
| ----------------- | --------------------- | --------------------- | --------------- |
| Saeid Ahmadabbasi | Saeid Ahmadabbasi     | Bagher Mohammadi      | Thái Lan        |

## Play-off
Do  Uzbekistan đã thắng ở vòng tứ kết, 4 đội thua ở tứ kết (Việt Nam, Kyrgyzstan, Iraq, Afghanistan) sẽ thi đấu theo thể thức loại trực tiếp. Hiệp phụ và loạt sút luân lưu sẽ được sử dụng để phân định thắng thua nếu cần thiết.
Đội thắng chung cuộc ở vòng này sẽ giành vé đến FIFA Futsal World Cup 2024.

### Sơ đồ
|  | Play-off 1 và 2            | Play-off 1 và 2 |                            |   | Play-off 3 | Play-off 3 |
|  |                            |                 |                            |   |            |            |
|  | 26 tháng 4 – Huamark       |                 |                            |   |            |            |
|  |                            |                 |                            |   |            |            |
|  | Iraq                       | 3               |                            |   |            |            |
|  | Iraq                       | 3               | 28 tháng 4 – Bangkok Arena |   |            |            |
|  | Afghanistan                | 5               |                            |   |            |            |
|  | Afghanistan                | 5               | Afghanistan                | 5 |            |            |
|  | 26 tháng 4 – Bangkok Arena |                 | Afghanistan                | 5 |            |            |
|  |                            | Kyrgyzstan      | 3                          |   |            |            |
|  | Việt Nam                   | Kyrgyzstan      | 3                          | 2 |            |            |
|  | Việt Nam                   |                 |                            | 2 |            |            |
|  | Kyrgyzstan                 | 3               |                            |   |            |            |
|  | Kyrgyzstan                 | 3               |                            |   |            |            |

### Play-off 1 và 2
| Iraq                                            | 3–5      | Afghanistan                                                            |
| ----------------------------------------------- | -------- | ---------------------------------------------------------------------- |
| - Al-Husaynat 4:34, 26:26 - Albu-Mohammed 10:36 | Chi tiết | - Kazemi 6:18 - Mahmoodi 9:55 - Gholami 12:28, 16:14 - J. Safari 39:58 |

| Việt Nam                        | 2–3      | Kyrgyzstan                                             |
| ------------------------------- | -------- | ------------------------------------------------------ |
| - Nguyễn Mạnh Dũng 12:56, 37:24 | Chi tiết | - Alimov 8:13 - Makhmadaminov 23:26 - Talaibekov 38:48 |

### Play-off 3
Đội thắng trận này sẽ giành vé tham dự FIFA Futsal World Cup 2024.
| Afghanistan | 5–3 | Kyrgyzstan |
| ----------- | --- | ---------- |
|             |     |            |

## Cầu thủ ghi bàn
Đã có 177 bàn thắng ghi được trong 35 trận đấu, trung bình 5.06 bàn thắng mỗi trận đấu. Các bàn thắng trong loạt trận play-off cho Giải vô địch bóng đá trong nhà thế giới 2024 không được xem xét để tổng hợp kết quả cho danh hiệu vua phá lưới.
8 bàn thắng
- Saeid Ahmadabbasi

5 bàn thắng
- Mahdi Karimi
- Salim Faisal Al-Husaynat

4 bàn thắng
- Mehran Gholami
- Tareq Zeyad

3 bàn thắng
- Farzad Mahmoodi
- Behrouz Azimi
- Yūsei Arai
- Maksat Alimov
- Donierbek Amanbaev
- Samat Dzhanat uulu
- Kairat Kubanychov
- Shokhrukh Makhmadaminov
- Komron Aliev
- Bahodur Khojaev
- Samandar Rizomov
- Alongkorn Janphon
- Muhammad Osamanmusa
- Suphawut Thueanklang
- Abror Akhmetzyanov
- Sunatulla Juraev
- Elbek Tulkinov
- Akbar Usmonov

2 bàn thắng
- Reza Hosseinpour
- Akbar Kazemi
- Mahdi Norowzi
- Ali Al-Araibi
- Saleh Sanjar
- Ali Asghar Hassanzadeh
- Mustafa Ihsan Al-Bayati
- Harith Al-Obaidi
- Haedr Majed Al-Ogaili
- António Hirata
- Ko Ko Lwin
- Nawaf Mubarak Aroan
- Fayzali Sardorov
- Therdsak Charoenphong
- Worasak Srirangpirot
- Mashrab Adilov
- Dilshod Rakhmatov
- Nguyễn Mạnh Dũng

1 bàn thắng
- Omid Qanbari
- Mohammad Javad Safari
- Shervin Adeli
- Ethan De Melo
- Jamie Dib
- Tyler Garner
- Wade Giovenali
- Michael Kouta
- Ammar Hasan Ali
- Mirza Al-Noaimi
- Yakepujiang Maimaiti
- Xu Yang
- Salar Aghapour
- Ali Akrami
- Salar Aghapour
- Bagher Mohammadi
- Mohanad Abdulhadi Albu-Mohammed
- Muheb Al-Deen Al-Taiel
- Kentaro Ishida
- Kazuhiro Nibuya
- Yuta Tsutsumi
- Naser Al-Alban
- Sulman Al-Baeijan
- Saleh Al-Fadhel
- Ahmad Al-Farsi
- Omar Al-Mansour
- Daniiar Talaibekov
- Hlaing Min Tun
- Abdullah Al-Maghrabi
- Fares Fahad Al-Maleh
- Abdulilah Al-Otaibi
- Eihab Saied Mohamed
- Kim Seung-hyun
- Kyoung Jeong-soo
- Lee Han-wool
- Lim Seung-ju
- Yoo Kyung-dong
- Umed Kuziev
- Dilshod Salomov
- Muhamadjon Sharipov
- Apiwat Chaemcharoen
- Panat Kittipanuwong
- Itticha Praphaphan
- Jirawat Sornwichian
- Abbos Elmurodov
- Ilkhomjon Khamroev
- Mekhroj Khudoyberdiev
- Ikhtiyor Ropiev
- Đào Minh Quảng
- Nguyễn Thịnh Phát
- Nhan Gia Hưng
- Từ Minh Quang

1 bàn phản lưới nhà
- Reza Hosseinpoor (trong trận gặp Tajikistan)
- Mahdi Norowzi (trong trận gặp Kyrgyzstan)
- Shen Siming (trong trận gặp Myanmar)
- Ahmad Al-Farsi (trong trận gặp Iran)
- Mukhamed Askarbekov (trong trận gặp Afghanistan)
- Mashrab Adilov (trong trận gặp Iran)
- Abror Akhmetzyanov (trong trận gặp Iran)

## Bảng xếp hạng các đội tuyển tham dự giải đấu
Bảng này xếp hạng các đội tuyển trong giải đấu. Ngoại trừ bốn vị trí đầu tiên, thứ tự các vị trí tiếp của với các đội bị loại ở cùng một giai đoạn của giải được xác định theo bộ nguyên tắc mới của AFC. 

Theo quy ước thống kê trong bóng đá, các trận đấu quyết định trong hiệp phụ được tính kết quả thắng thua, trong khi các trận đấu quyết định bằng loạt sút luân lưu được tính kết quả hòa.

| VT | Đội          | ST | T | H | B | BT | BB | HS  | Đ  | Kết quả chung cuộc    |
| -- | ------------ | -- | - | - | - | -- | -- | --- | -- | --------------------- |
| 1  | Iran         | 6  | 5 | 1 | 0 | 25 | 9  | +16 | 16 | Vô địch               |
| 2  | Thái Lan (H) | 6  | 4 | 1 | 1 | 17 | 11 | +6  | 13 | Á quân                |
| 3  | Uzbekistan   | 6  | 4 | 2 | 0 | 20 | 13 | +7  | 14 | Hạng ba               |
| 4  | Tajikistan   | 6  | 2 | 4 | 0 | 15 | 12 | +3  | 10 | Hạng tư               |
|    |              |    |   |   |   |    |    |     |    |                       |
| 5  | Iraq         | 5  | 2 | 0 | 3 | 17 | 15 | +2  | 6  | Bị loại ở tứ kết      |
| 6  | Việt Nam     | 5  | 1 | 1 | 3 | 6  | 8  | −2  | 4  | Bị loại ở tứ kết      |
| 7  | Afghanistan  | 6  | 3 | 1 | 2 | 18 | 16 | +2  | 10 | Bị loại ở tứ kết      |
| 8  | Kyrgyzstan   | 6  | 2 | 2 | 2 | 17 | 22 | −5  | 8  | Bị loại ở tứ kết      |
|    |              |    |   |   |   |    |    |     |    |                       |
| 9  | Nhật Bản     | 3  | 1 | 1 | 1 | 8  | 4  | +4  | 4  | Xếp thứ 3 ở vòng bảng |
| 10 | Kuwait       | 3  | 1 | 1 | 1 | 5  | 8  | −3  | 4  | Xếp thứ 3 ở vòng bảng |
| 11 | Myanmar      | 3  | 1 | 1 | 1 | 4  | 7  | −3  | 4  | Xếp thứ 3 ở vòng bảng |
| 12 | Ả Rập Xê Út  | 3  | 1 | 0 | 2 | 6  | 10 | −4  | 3  | Xếp thứ 3 ở vòng bảng |
|    |              |    |   |   |   |    |    |     |    |                       |
| 13 | Hàn Quốc     | 3  | 0 | 1 | 2 | 5  | 12 | −7  | 1  | Xếp thứ 4 ở vòng bảng |
| 14 | Bahrain      | 3  | 0 | 0 | 3 | 6  | 10 | −4  | 0  | Xếp thứ 4 ở vòng bảng |
| 15 | Trung Quốc   | 3  | 0 | 0 | 3 | 2  | 7  | −5  | 0  | Xếp thứ 4 ở vòng bảng |
| 16 | Úc           | 3  | 0 | 0 | 3 | 6  | 13 | −7  | 0  | Xếp thứ 4 ở vòng bảng |

1. ↑  Các đội bị loại ở Tứ kết được xếp hạng từ 5-8 theo thứ tự sau: hiệu số bàn thắng thua ở trận tứ kết, số bàn thắng ghi được ở trận tứ kết và sau đó áp dụng như với các đội bị loại ở vòng bảng. Lưu ý: Kết quả vòng play-off tranh vé dự World Cup, mặc dù vẫn được tính cho các đội, nhưng sẽ không được xét đến khi xếp thứ hạng chung cuộc.[10]
2. ↑  Các đội xếp thứ 3 ở vòng bảng được xếp hạng từ 9-12 theo thứ tự sau: điểm số, hiệu số bàn thắng thua, số bàn thắng ghi được, điểm fair-play và bốc thăm.[10]
3. ↑  Các đội xếp thứ 4 ở vòng bảng được xếp hạng từ 13-16 theo thứ tự sau: điểm số, hiệu số bàn thắng thua, số bàn thắng ghi được, điểm fair-play và bốc thăm.[10]

## Các đội tuyển vượt qua vòng loại cho Giải vô địch bóng đá trong nhà thế giới 2024
5 đội tuyển của châu Á sẽ giành quyền tham dự Giải vô địch bóng đá trong nhà thế giới 2024 cùng với chủ nhà Uzbekistan. Khi Uzbekistan lọt vào bán kết, một vòng play-off được tổ chức để xác định suất cuối cùng của châu Á tại Giải vô địch bóng đá trong nhà thế giới. Afghanistan giành chiến thắng tại vòng play-off. Thái Lan là đội duy nhất của ASEAN tham dự Giải vô địch bóng đá trong nhà thế giới cùng với các đội tuyển Trung Á.
| Đội bóng    | Ngày vượt qua vòng loại | Lần tham dự giải trước đây1                        |
| ----------- | ----------------------- | -------------------------------------------------- |
| Uzbekistan  | 23 tháng 6 năm 2023     | 2 (2016, 2021)                                     |
| Tajikistan  | 24 tháng 4 năm 2024     | 0 (lần đầu)                                        |
| Iran        | 24 tháng 4 năm 2024     | 8 (1992, 1996, 2000, 2004, 2008, 2012, 2016, 2021) |
| Thái Lan    | 24 tháng 4 năm 2024     | 6 (2000, 2004, 2008, 2012, 2016, 2021)             |
| Afghanistan | 28 tháng 4 năm 2024     | 0 (lần đầu)                                        |